# جاستیس لیک
جاستیس لیک (انگلیسی: Justice Leak؛ زادهٔ ۱ سپتامبر ۱۹۷۹) یک هنرپیشه اهل ایالات متحده آمریکا است.